# Melanargia galatheaobscurior
Melanargia galatheaobscurior är en fjärilsart som beskrevs av Eugen Johann Christoph Esper 1777. Melanargia galatheaobscurior ingår i släktet Melanargia och familjen praktfjärilar. Inga underarter finns listade i Catalogue of Life.